# Dirka po Španiji 1995
Dirka po Španiji 1995 (špansko Vuelta a España 1995) je 50. izvedba dirke po Španiji, tritedenske moške cestne kolesarske etapne dirke. Začela se je 2. septembra v Zaragozi in končala 24. septembra v Madridu. Sodelovalo je 180 kolesarjev iz 20-ih ekip. Rumeno majico je prvič osvojil Laurent Jalabert (ONCE), drugo mesto Abraham Olano (Mapei–GB–Latexco), tretje pa Johan Bruyneel (ONCE). Rožnato in belo majico je osvojil Laurent Jalabert, oranžno majico pa Steffen Wesemann (Team Telekom).

## Ekipe
- Artiach–Chiquilin
- Banesto
- Carrera Jeans–Tassoni
- Castellblanch
- Chazal-König
- Equipo Euskadi
- Festina–Lotus
- GAN
- Gewiss–Ballan
- Kelme–Sureña
- Mapei–GB–Latexco
- Mercatone Uno–Saeco
- Motorola
- Novell–Decca–Colnago
- ONCE
- Polti–Granarolo–Santini
- Santa Clara-Cadena Master
- Sicasal–Acral
- TVM–Polis Direct
- Team Telekom

## Etape
| Etapa | Datum         | Štart/Cilj                                   | Razdalja    | Tip         | Tip                  | Zmagovalec                |
| ----- | ------------- | -------------------------------------------- | ----------- | ----------- | -------------------- | ------------------------- |
| P     | 2. september  | Zaragoza                                     | 7 km        |             | posamični kronometer | Abraham Olano (ESP)       |
| 1     | 3. september  | Zaragoza – Logroño                           | 186,6 km    |             | ravninska etapa      | Nicola Minali (ITA)       |
| 2     | 4. september  | San Asensio – Santander                      | 223,5 km    |             | ravninska etapa      | Gianluca Pianegonda (ITA) |
| 3     | 5. september  | Santander – Alto del Naranco                 | 206 km      |             | hribovita etapa      | Laurent Jalabert (FRA)    |
| 4     | 6. september  | Tapia de Casariego – A Coruña                | 82,6 km     |             | ravninska etapa      | Marcel Wüst (GER)         |
| 5     | 7. september  | A Coruña – Ourense                           | 179,8 km    |             | ravninska etapa      | Laurent Jalabert (FRA)    |
| 6     | 8. september  | Ourense – Zamora                             | 264 km      |             | ravninska etapa      | Nicola Minali (ITA)       |
| 7     | 9. september  | Salamanca                                    | 41 km       |             | posamični kronometer | Abraham Olano (ESP)       |
| 8     | 10. september | Salamanca – Ávila                            | 219,8 km    |             | gorska etapa         | Laurent Jalabert (FRA)    |
| 9     | 11. september | Ávila – Palazuelos de Eresma                 | 122,5 km    |             | gorska etapa         | Jesper Skibby (DEN)       |
| 10    | 12. september | Córdoba – Seville                            | 208,5 km    |             | ravninska etapa      | Jeroen Blijlevens (NED)   |
| 11    | 13. september | Seville – Marbella                           | 162,5 km    |             | ravninska etapa      | Nicola Minali (ITA)       |
| 12    | 14. september | Marbella – Sierra Nevada                     | 238,5 km    |             | gorska etapa         | Bert Dietz (GER)          |
| 13    | 15. september | Olula del Río – Murcia                       | 181 km      |             | hribovita etapa      | Christian Henn (GER)      |
| 14    | 16. september | Elche – Valencia                             | 207 km      |             | ravninska etapa      | Marcel Wüst (GER)         |
| 15    | 17. september | Barcelona – Estadi Olímpic Lluís Companys    | 154 km      |             | hribovita etapa      | Laurent Jalabert (FRA)    |
|       | 18. september | dan počitka                                  | dan počitka | dan počitka | dan počitka          |                           |
| 16    | 19. september | Tàrrega – Pla de Beret                       | 197,3 km    |             | gorska etapa         | Alex Zülle (SUI)          |
| 17    | 20. september | Salardu (Naut Aran) – Luz Ardiden (Francija) | 179,2 km    |             | gorska etapa         | Laurent Jalabert (FRA)    |
| 18    | 21. september | Luz-Saint-Sauveur (Francija) – Sabiñánigo    | 157,8 km    |             | gorska etapa         | Asiat Saitov (RUS)        |
| 19    | 22. september | Sabiñánigo – Calatayud                       | 227,7 km    |             | ravninska etapa      | Adriano Baffi (ITA)       |
| 20    | 23. september | Alcalá de Henares                            | 41,6 km     |             | posamični kronometer | Abraham Olano (ESP)       |
| 21    | 24. september | Alcalá de Henares – Madrid                   | 147,5 km    |             | ravninska etapa      | Marcel Wüst (GER)         |
|       | Skupaj        | Skupaj                                       | 3750 km     | 3750 km     | 3750 km              | 3750 km                   |

## Razvrstitev po klasifikacijah
| Etapa  | Zmagovalec          | Rumena majica ·     | Rožnata majica · | Bela majica ·    |
| ------ | ------------------- | ------------------- | ---------------- | ---------------- |
| P      | Abraham Olano       | Abraham Olano       | Abraham Olano    | brez             |
| 1      | Nicola Minali       | Abraham Olano       | Laurent Jalabert | Marco Artunghi   |
| 2      | Gianluca Pianegonda | Gianluca Pianegonda | Laurent Jalabert | Laurent Jalabert |
| 3      | Laurent Jalabert    | Laurent Jalabert    | Laurent Jalabert | Laurent Jalabert |
| 4      | Marcel Wüst         | Laurent Jalabert    | Laurent Jalabert | Laurent Jalabert |
| 5      | Laurent Jalabert    | Laurent Jalabert    | Laurent Jalabert | Laurent Jalabert |
| 6      | Nicola Minali       | Laurent Jalabert    | Laurent Jalabert | Laurent Jalabert |
| 7      | Abraham Olano       | Laurent Jalabert    | Laurent Jalabert | Laurent Jalabert |
| 8      | Laurent Jalabert    | Laurent Jalabert    | Laurent Jalabert | Laurent Jalabert |
| 9      | Jesper Skibby       | Laurent Jalabert    | Laurent Jalabert | Laurent Jalabert |
| 10     | Jeroen Blijlevens   | Laurent Jalabert    | Laurent Jalabert | Laurent Jalabert |
| 11     | Nicola Minali       | Laurent Jalabert    | Laurent Jalabert | Laurent Jalabert |
| 12     | Bert Dietz          | Laurent Jalabert    | Laurent Jalabert | Laurent Jalabert |
| 13     | Christian Henn      | Laurent Jalabert    | Laurent Jalabert | Laurent Jalabert |
| 14     | Marcel Wüst         | Laurent Jalabert    | Laurent Jalabert | Laurent Jalabert |
| 15     | Laurent Jalabert    | Laurent Jalabert    | Laurent Jalabert | Laurent Jalabert |
| 16     | Alex Zülle          | Laurent Jalabert    | Laurent Jalabert | Laurent Jalabert |
| 17     | Laurent Jalabert    | Laurent Jalabert    | Laurent Jalabert | Laurent Jalabert |
| 18     | Asiat Saitov        | Laurent Jalabert    | Laurent Jalabert | Laurent Jalabert |
| 19     | Adriano Baffi       | Laurent Jalabert    | Laurent Jalabert | Laurent Jalabert |
| 20     | Abraham Olano       | Laurent Jalabert    | Laurent Jalabert | Laurent Jalabert |
| 21     | Marcel Wüst         | Laurent Jalabert    | Laurent Jalabert | Laurent Jalabert |
| Skupaj | Skupaj              | Laurent Jalabert    | Laurent Jalabert | Laurent Jalabert |

## Končna razvrstitev
| Legenda | Legenda                                    | Legenda | Legenda                          |
| ------- | ------------------------------------------ | ------- | -------------------------------- |
|         | Predstavlja vodilnega v skupnem seštevku   |         | Predstavlja vodilnega po točkah  |
|         | Predstavlja vodilnega v gorski razvrstitvi |         | Predstavlja vodilnega v šprintih |

### Rumena majica
| Poz. | Kolesar                   | Ekipa                   | Čas         |
| ---- | ------------------------- | ----------------------- | ----------- |
| 1    | Laurent Jalabert (FRA)    | ONCE                    | 95h 30' 33s |
| 2    | Abraham Olano (ESP)       | Mapei–GB–Latexco        | 4' 22s      |
| 3    | Johan Bruyneel (BEL)      | ONCE                    | 6' 48s      |
| 4    | Melcior Mauri (ESP)       | ONCE                    | 8' 04s      |
| 5    | Richard Virenque (FRA)    | Festina–Lotus           | 11' 38s     |
| 6    | Roberto Pistore (ITA)     | Polti–Granarolo–Santini | 11' 54s     |
| 7    | David García (ESP)        | Banesto                 | 13' 50s     |
| 8    | Daniel Clavero (ESP)      | Artiach–Chiquilin       | 15' 03s     |
| 9    | Michele Bartoli (ITA)     | Mercatone Uno–Saeco     | 19' 14s     |
| 10   | Stefano Della Santa (ITA) | Mapei–GB–Latexco        | 19' 42s     |